# Dalila Rodrigues
Maria Dalila Aguiar Rodrigues (15 de agosto de 1960, Granja, Penedono) é historiadora de arte, doutorada pela Universidade de Coimbra, em 2001, investigadora e professora do ensino superior. Foi Ministra da Cultura do XXIV Governo Constitucional.
A história da pintura portuguesa, o património artístico e os museus são áreas de eleição no seu percurso nacional e internacional de investigadora, coordenadora e orientadora de trabalhos académicos, comissária de exposições, conferencista, autora de livros e artigos científicos da área disciplinar da História da Arte.
Docente na Escola Superior de Educação do Instituto Politécnico de Viseu, desde 1986, e Professora Catedrática Convidada no Colégio das Artes da Universidade de Coimbra, desde 2012, conciliou o seu percurso académico, desde 2001, com o exercício de diversos cargos de direção, de instituições culturais nacionais.
Foi Diretora do Museu Nacional Grão Vasco, em Viseu, no período da sua profunda requalificação, com projeto de museologia da sua autoria e projeto de arquitetura do arquiteto Eduardo Souto de Moura (2001 e 2004).
Foi Diretora do Museu Nacional de Arte Antiga, em Lisboa, onde realizou importantes programas de renovação dos espaços museológicos e dos serviços, repensou e relançou a programação de exposições e atividades de mediação, criou novos percursos e dinâmicas entre as coleções e os públicos e obteve um dos mais relevantes apoios mecenático da cultura, do Millennium bcp (2004-2007).
Foi Diretora de Comunicação, Marketing e Desenvolvimento da Casa da Música, no Porto (2008).
Foi Diretora da Casa das Histórias Paula Rego, em Cascais, tendo concebido e dirigido a concretização do seu programa inicial, em todas as áreas e serviços (2008-2009).
Foi Vogal do Conselho de Administração da Fundação Centro Cultural de Belém (CCB), em Lisboa, sob a presidência de Vasco Graça Moura, tendo concebido e desenvolvido com as equipas novas dinâmicas e novos projetos, entre os quais a “Garagem Sul Exposições de Arquitectura” ou o “Mercado do CCB Novo&Antigo”. Neste período, desempenhou as funções de vogal, na qualidade de membro-Estado, na Fundação de Arte Moderna e Contemporânea – Museu Coleção Berardo (2012-2015).
Foi Diretora do Mosteiro dos Jerónimos e da Torre de Belém, nos quais promoveu importantes programas de valorização e projetos inovadores, como as práticas ecológicas de conservação da pedra e o estudo sobre os efeitos das alterações climáticas, e respetivo plano de mitigação, nos dois monumentos Património Mundial (2019-2024).
Foi investigadora integrada do Centro de Estudos de Arqueologia, Artes e Ciências do Património (CEAACP), U&D n.º 281 da FCT/Fundação para a Ciência e a Tecnologia, na Universidade de Coimbra, desde 2007; Foi membro do Conselho Diretivo da Trienal de Arquitetura de Lisboa, de 2010 a 2024.
Foi bolseira da Comissão Cultural Luso-Americana para o estudo das coleções de pintura italiana e flamenga dos séculos XV e XVI do Metropolitan Museum e da National Gallery, Estados Unidos da América.
Foi bolseira, para efeitos de doutoramento, da Fundação Calouste Gulbenkian e do PRODEP.

## Publicações
É autora de um vasto conjunto de publicações, que inclui livros, dois dos quais dedicados ao Grão Vasco (Grão Vasco, Aletheia, 2007), catálogos e roteiros, capítulos de livros, artigos científicos e artigos de opinião, dedicados à história da pintura portuguesa e a diversos temas da arte e do património artístico, especialmente dos séculos XV e XVI;
É coordenadora científica de edições de referência na área disciplinar da História da Arte, entre as quais as coleções Arte Portuguesa. Da Pré-História ao Século XX, 20 volumes, s/l, ed. FUBU, 2009, e Obras-Primas da Arte Portuguesa, 5 volumes, Lisboa, Athena, 2011, sendo também autora de um dos volumes de cada coleção;
Colaborou em obras de referência, de que são exemplo a História da Arte Portuguesa (coordenação de Paulo Pereira), volumes I e II, ed. Círculo de Leitores, 1995, e a História da Diocese de Viseu (coordenação de José Pedro Paiva), volumes I e II, ed. da Diocese de Viseu e da Imprensa da Universidade de Coimbra, 2016;
A sua vasta experiência editorial foi adquirida em comissões científicas e conselhos consultivos de editoras e coleções, tendo sido, nomeadamente, coordenadora científica das edições de arte (Chancela ATHENA) do grupo Babel, entre 2010 e 2012.

## Prémios e Distinções
Recebeu prémios e distinções pelo seu trabalho académico e percurso profissional:
- 3.º Prémio do Concurso Nacional “Novos Valores da Cultura”, na área de Cinema e Vídeo, FAOJ, em 1988.
- Prémio ANIMARTE, na categoria de Investigação, em 2002.
- Menção honrosa atribuída à sua tese de doutoramento, Modos de Expressão na Pintura Portuguesa: o Processo Criativo de Vasco Fernandes (1500-1542), pelo Júri do Prémio de História da Arte do Serviço de Belas-Artes da Fundação Calouste Gulbenkian, em 2002.
- Prémio Aquilino Ribeiro na categoria PERSONALIDADE, em 2004.
- Homenagem pela Associação de Antigos Alunos da Universidade de Coimbra – “10 mulheres saídas da Universidade de Coimbra”, Braga, Setembro de 2007.
- Distinção honorífica, por mérito cultural, com a atribuição do “Grande Colar da Ordem da Cruz de Sto Urbano e S. Vicente”, pela Ordem Soberana dos Cavaleiros de Sto Urbano e S. Vicente, a 24 de outubro de 2009.
- Distinção do Mérito Profissional, pelo Rotary Club de Viseu, “Pelo elevado padrão ético e excelência profissional que vem desenvolvendo nas áreas da História da História, História da Arte, Museologia, Património e Arquitetura de Museus, concretizada na actividade da docência universitária, na autoria de livros e artigos científicos e no desempenho do cargo de Directora de vários dos mais importantes Museus Nacionais”, em junho de 2017.
- Medalha Municipal de Mérito, atribuída pelo Município de Viseu, sob a presidência de Fernando Ruas, a 21 de setembro de 2022.
- Distinção “Profissional do Ano Rotário 2022-2023”, pelo Rotary Clube Lisboa-Belém, “em reconhecimento dos notáveis resultados alcançados na sua gestão do Mosteiro dos Jerónimos e Torre de Belém”, em janeiro de 2023.